# Stopień nienasycenia
Stopień nienasycenia (S) – liczba informująca o sumarycznej liczbie pierścieni i wiązań π w strukturze związku organicznego.
Wartość stopnia nienasycenia oblicza się z wzoru (1):
|  |  | {\displaystyle S=1+{\frac {1}{2}}\sum _{i}n_{i}(w_{i}-2)} |  | (1) |

gdzie wskaźnik i przebiega po wszystkich rodzajach atomów (pierwiastkach) obecnych w cząsteczce danego związku, ni to liczba atomów pierwiastka i w cząsteczce, wi to wartościowość pierwiastka i.
Dla prostych cząsteczek organicznych, w których obecne są wyłącznie atomy węgla (nC), wodoru (nH), tlenu, siarki, azotu (nN) i fluorowców (nX) można zapisać wzór uproszczony:
{\displaystyle S={\frac {2n_{\rm {C}}-n_{\rm {H}}+n_{\rm {N}}-n_{\rm {X}}+2}{2}}}
Atomów pierwiastków dwuwartościowych (np. OII i SII) nie bierze się pod uwagę, gdyż ich wkład do równania (1) zeruje się (wi – 2 = 0).
Przykładowo stopień nienasycenia kwasu cynamonowego (C
9H
8O
2), którego wzór przedstawiony jest po prawej stronie można obliczyć jako:
{\displaystyle S={\frac {2\cdot 9-8+0-0+2}{2}}=6}
Analizując wzór strukturalny można stwierdzić, że w cząsteczce kwasu cynamonowego znajduje się 5 wiązań π oraz jeden pierścień – w sumie S = 6, co zgadza się z wyliczeniami.